# NHL 2K3
NHL 2K3 är ett ishockeyspel utvecklat till Nintendo Gamecube, Playstation 2, och Xbox av Treyarch, och utgivet av Sega i USA, och av Atari i Europa. Spelomslaget pryds av Jeremy Roenick.
Spelet använder sig av ESPN:s presentation, och var det första ishockeyspelet som använder sig av Xbox Live-tjänsten. Spelartrupper kommer från 2002/2003.

### Fotnoter
1. ↑  ”NHL 2K3” (på engelska). Mobygames. 14 mars 2002. http://www.mobygames.com/game/nhl-2k3. Läst 20 maj 2014.